# Eriemeer
Het Eriemeer (Engels: Lake Erie, Frans: Lac Érié) is een van de Grote Meren (Engels:Great Lakes, Frans: Grands Lacs). Het meer heeft een oppervlakte van 25.745 km². Het is het op een na kleinste meer van de Grote Meren in oppervlakte, en het kleinste in volume. Het Ontariomeer is kleiner in oppervlakte, maar dieper.

## Geografie

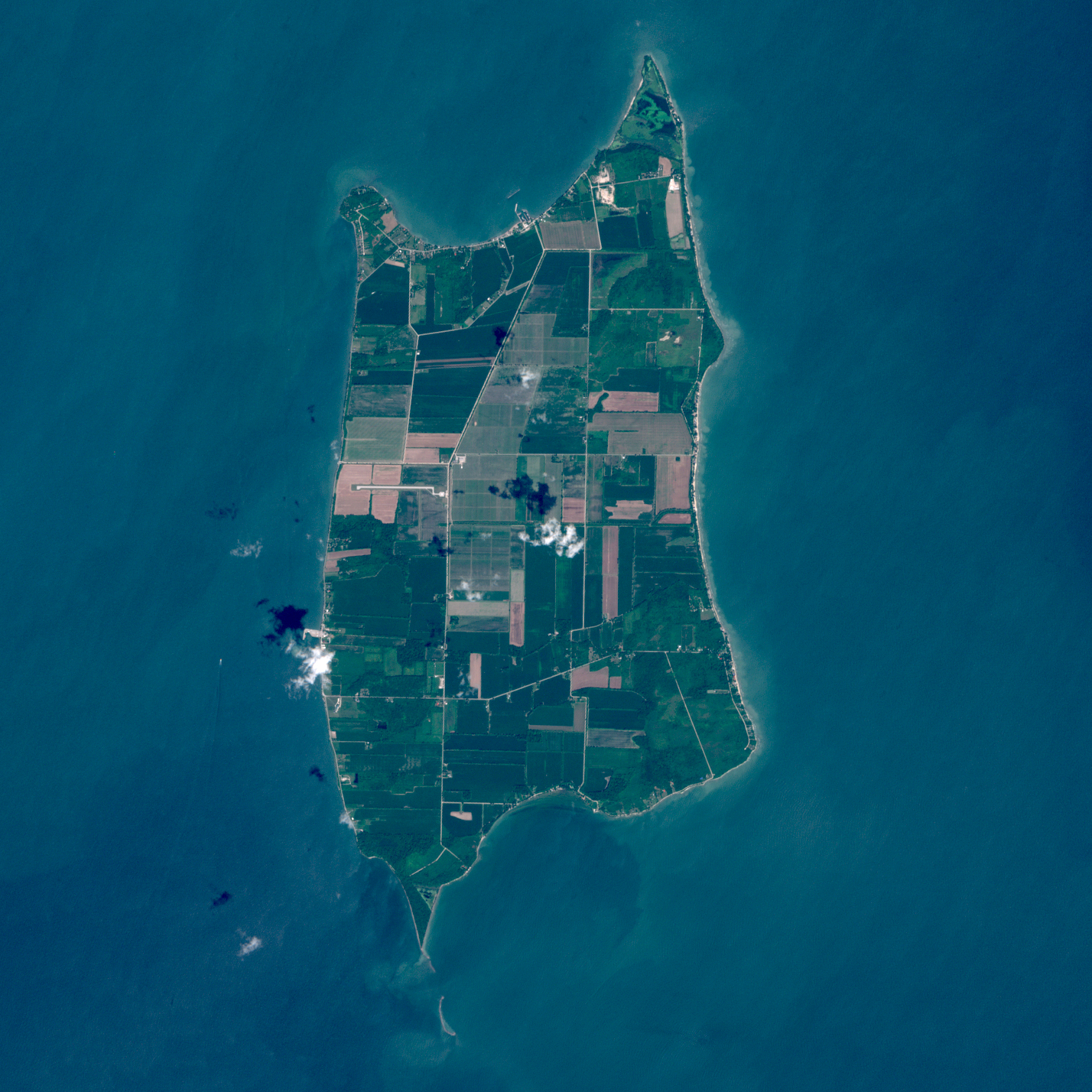
Pelee-eiland vanuit de lucht

Het inkomende water wordt grotendeels aangevoerd door de Detroit (rivier), vanuit het Saint Clairmeer en het Huronmeer. Andere rivieren die uitmonden in het meer zijn de Huron, de Grand, de Maumee, de Buffalo, de Sandusky en de Cuyahoga. Het water heeft een doorstroomtijd van ongeveer drie jaar.
De uitstroom van water gaat vooral via de Niagara (rivier), met de Niagarawatervallen naar het Ontariomeer.
Het scheepvaartverkeer van het Eriemeer naar het Ontariomeer gaat over het Wellandkanaal.
In het meer, meer bepaald in het westelijk deel van het meer, liggen 31 eilanden waarvan het Canadese Pelee-eiland het grootste is.
De gemiddelde hoogte van het meer is 174 meter boven zeeniveau. Het peil van het meer schommelt met de seizoenen, met het laagste peil in januari en februari en het hoogste peil in juni en juli. Als meest zuidelijke meer heeft het Erie de hoogste watertemperaturen van de Grote Meren; in de zomermaanden ligt de watertemperatuur aan de oppervlakte gemiddeld tussen 21 en 24° C. In de winter vriest het ondiepe meer vaak dicht.
Het meer is omgeven door de Canadese provincie Ontario in het noorden, de Amerikaanse staten Ohio, Pennsylvania, en New York in het zuiden, en Michigan in het westen.

## Geologie
Het meer is uitgesleten door gletsjers in de IJstijd, tussen 1 miljoen en 12.600 jaar geleden. Het meer is dieper in het oostelijk deel waar zachtere leisteen werd uitgesleten. Op zijn diepste punt is het meer 64 m diep. De ondergrond in het westelijke, minder diep uitgesleten deel van het meer bestaat uit kalksteen en dolomiet. Het meer heeft maar een gemiddelde diepte van 19 meter en is daarmee het minst diepe van de Grote Meren. Als meest zuidelijke van de Grote Meren werd het bedekt door een minder zware ijslaag. Het kwam ook als eerste vrij van ijs. Het Eriemeer kreeg zijn huidige vorm ongeveer 4.000 jaar geleden.

## Fauna
Door de relatief hoge watertemperatuur en de grote hoeveelheid plankton heeft het Eriemeer het grootste visbestand van alle Grote Meren. Er wordt geschat dat de vispopulatie van het meer 50% vertegenwoordigt van alle vissen die in de Grote Meren voorkomen. Lake Erie is de thuisbasis van een van de grootste commerciële zoetwatervisserijen ter wereld.

## Menselijke activiteit

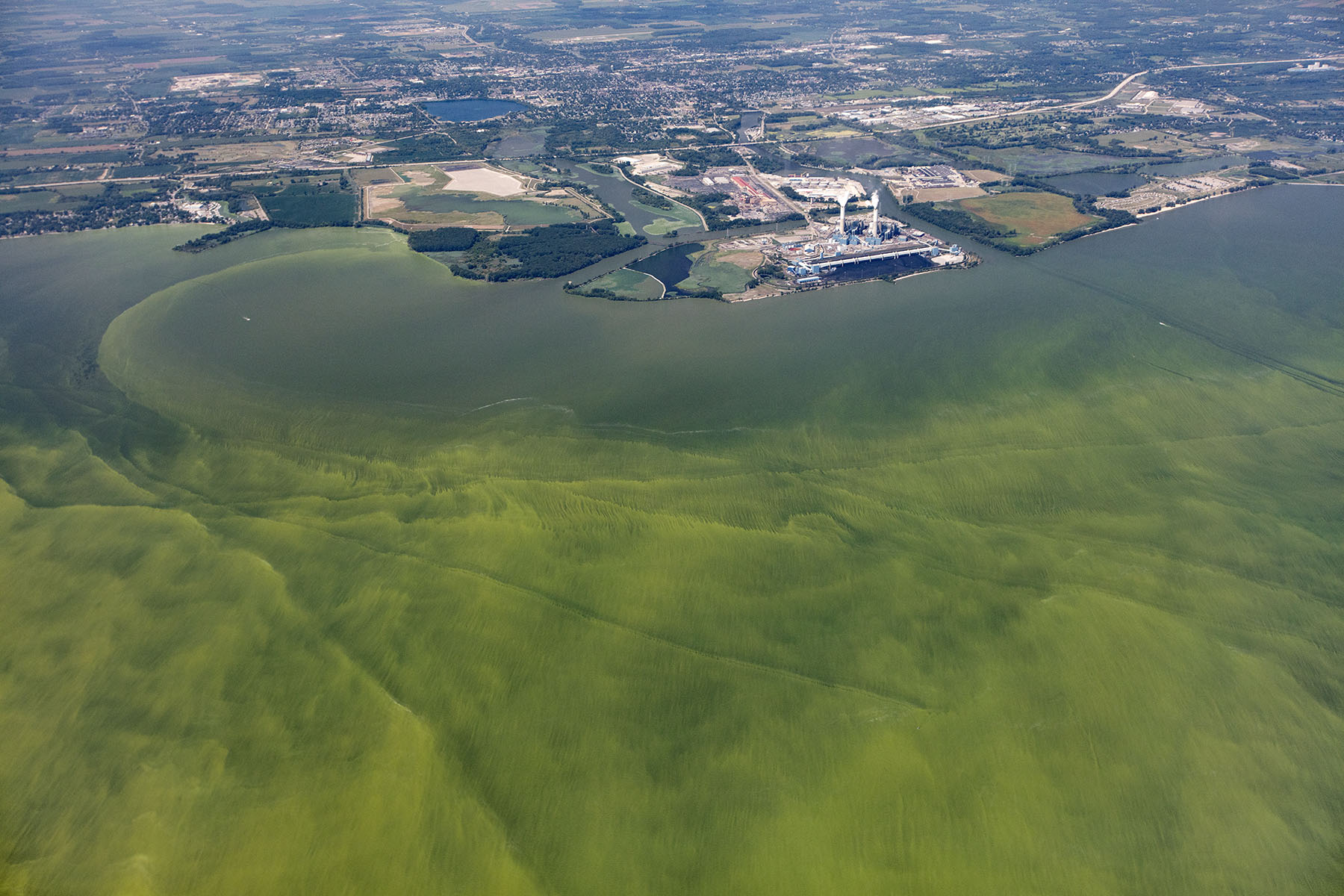
Algenbloei in Lake Erie (augustus 2017)

Aan de oevers van het meer wonen 12,2 miljoen mensen. Aan de VS-kant liggen de steden Cleveland (Ohio), Erie en Buffalo (NY).
Het Eriemeer wordt al decennialang gesignaleerd als een meer met ecologische zorgpunten waaronder overbevissing, vervuiling, algenbloei en eutrofiëring. Scheepvaart, vervuiling, onder andere door de landbouw, en de introductie van invasieve soorten hebben het ecosysteem van het meer ernstig aangetast. Na de jaren 1970 is de vervuiling door de industrie wel sterk teruggedrongen en de introductie van de driehoeksmossel (een exoot in Noord-Amerika) heeft de waterkwaliteit verbeterd.

## Menselijke geschiedenis
Het meer heeft dezelfde naam als de Erie, een inheems Amerikaans volk dat aan de zuidelijke oever van het meer leefde. Erige in het Irokees is een kat, waarbij het meer en/of de stam even onvoorspelbaar en soms gevaarlijk werd genoemd als een kat. Er kan enkel gegist worden of het meer naar de stam werd genoemd, of de stam de naam kreeg op basis van de nabijheid van het meer.
De eerste Europeaan waarvan bekend is dat hij het Eriemeer bereikte is de Franse ontdekkingsreiziger Louis Jolliet. Hij "ontdekte" het meer in 1669. Het meer speelde een belangrijke rol in de Oorlog van 1812 tussen de Verenigde Staten en Groot-Brittannië. Op 10 september 1813 versloeg een Amerikaanse vloot een Britse op het meer.
In 1825 werd het Eriekanaal geopend dat het Eriemeer verbond met de Hudson. In de decennia erop werd dit kanaal nog vergroot en het was een belangrijke handelsweg naar het westen van de Verenigde Staten. Rond 1830 kwam het eerste Wellandkanaal in gebruik.
Bovenmeer ·
Eriemeer ·
Huronmeer ·
Michiganmeer ·
Ontariomeer